# Kunstpreis der Künstler
Der Kunstpreis der Künstler ist ein Kunstpreis, der jährlich zur Großen Kunstausstellung NRW Düsseldorf an einen Künstler der bildenden Kunst vergeben wird. Die auszuzeichnende Person wird von einer Jury ausgesucht und nominiert. Die Jury wird vom Verein zur Veranstaltung von Kunstausstellungen aus Kunstsachverständigen zusammengesetzt.
Mit dem seit 1975 verliehenen Kunstpreis wurden folgende Künstler geehrt, darunter neun Künstlerinnen:
- 1975: Axel Vater
- 1976: Gabi Weber
- 1977: Bert Gerresheim
- 1978: Norbert Tadeusz
- 1979: Heinrich Siepmann
- 1980: Joachim Schmettau
- 1981: Günter Haese
- 1982: Hede Bühl
- 1983: Gerhard Hoehme
- 1984: Johannes Grützke
- 1985: Hartwig Ebersbach
- 1986: Astrid Feuser
- 1987: Karl Bohrmann
- 1988: Azade Köker
- 1989: Karl Marx
- 1990: Peter Gilles
- 1991: Max Neumann
- 1992: Michael Morgner
- 1993: Hans Günther Cremers
- 1994: Peter H. van de Locht
- 1995: Jürgen Brodwolf
- 1996: Thomas Hartmann
- 1997: Horst Lerche
- 1998: Manfred Vogel
- 1999: Timm Ulrichs
- 2000: Takako Saito
- 2001: Gottfried Wiegand
- 2002: Sigrid Kopfermann
- 2003: Victor Bonato
- 2004: Dieter Rogge
- 2005: Max Uhlig
- 2006/2007: Chris Reinecke
- 2008: Günter Weseler
- 2010: Hermann-Josef Kuhna
- 2011: Horst Egon Kalinowski
- 2012: Walter Vogel
- 2013: Peter Royen
- 2014: Beatrix Sassen
- 2015: Felix Droese
- 2016: Benjamin Katz
- 2017: Hermann Focke
- 2018: Sybille Pattscheck
- 2019: Boris Becker
- 2020: coronabedingt verschoben
- 2021: Fritz Josef Haubner
- 2022: Norika Nienstedt
- 2023: Jan Kolata